# Azet
Azet est une commune française située dans le sud-est du département des Hautes-Pyrénées, en région Occitanie. Sur le plan historique et culturel, la commune est dans le Pays d'Aure, constitué de la vallée de la Neste (en aval de Sarrancolin), de la vallée d'Aure (en amont de Sarrancolin) et de la vallée du Louron.
Exposée à un climat de montagne, elle est drainée par le ruisseau du Pla d'Arsoué et par divers autres petits cours d'eau. La commune possède un patrimoine naturel remarquable composé de six zones naturelles d'intérêt écologique, faunistique et floristique.
Azet est une commune rurale qui compte 146 habitants en 2022, après avoir connu un pic de population de 505 habitants en 1851. Ses habitants sont appelés les Azetois ou  Azetoises.

## Géographie

### Localisation
La commune d'Azet se trouve dans le département des Hautes-Pyrénées, en région Occitanie.
Elle se situe à 52 km à vol d'oiseau de Tarbes, préfecture du département, à 33 km de Bagnères-de-Bigorre, sous-préfecture, et à 32 km de Capvern, bureau centralisateur du canton de Neste, Aure et Louron dont dépend la commune depuis 2015 pour les élections départementales.
La commune fait en outre partie du bassin de vie d'Arreau.
Les communes les plus proches sont : 
Estensan (1,1 km), Ens (1,1 km), Sailhan (1,7 km), Bourisp (2,3 km), Saint-Lary-Soulan (2,5 km), Vielle-Aure (3,0 km), Camparan (3,0 km), Cadeilhan-Trachère (3,1 km).
Sur le plan historique et culturel, Azet fait partie du pays de la vallée d'Aure ou pays d'Aure, constitué de la vallée de la Neste (en aval de Sarrancolin), de la vallée d'Aure (en amont de Sarrancolin) et de la vallée du Louron (confluente à Arreau).
Azet est limitrophe de cinq autres communes dont Bourisp au nord par un simple quadripoint, à la  Coume Escure.
| Bourisp (par un quadripoint), Estensan | Camparan | Grailhen               |
| Ens                                    | Azet     | Adervielle-Pouchergues |
| Saint-Lary-Soulan                      |          | Génos                  |

### Hydrographie

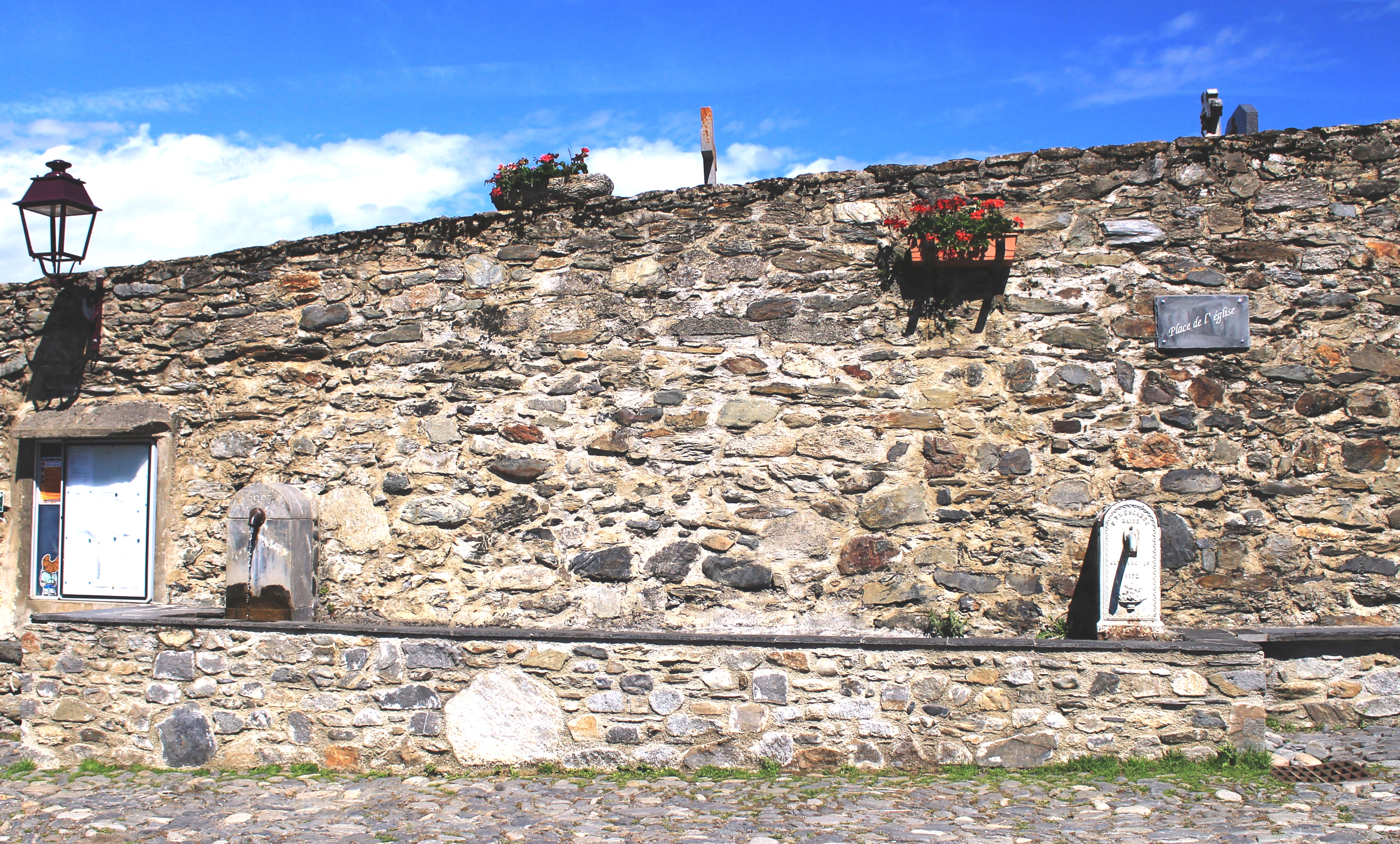
La fontaine.

Le ruisseau de Sarrouyes, qui s'écoule depuis le lac des de Sarrouyes et devient le ruisseau d'Ourtigué (en occitan lieu à ortie) et le ruisseau de Lustou, qui prend sa source au lac des Miares et devient le ruisseau du Pla d'Arsoué, sont affluents droit de la Mousquère et traversent la commune du sud au nord en son centre.

Les différents	ruisseaux de la Courlère, de Passis et du Bédat  (tous affluents droit du ruisseau d'Ourtigué) prennent leur source sur la commune et la traversent en partie est.

### Climat
Le climat qui caractérise la commune est qualifié, en 2010, de « climat de montagne », selon la typologie des climats de la France qui compte alors huit grands types de climats en métropole. En 2020, la commune ressort du même type de climat dans la classification établie par Météo-France, qui ne compte désormais, en première approche, que cinq grands types de climats en métropole. Pour ce type de climat, la température décroît rapidement en fonction de l'altitude. On observe une nébulosité minimale en hiver et maximale en été. Les vents et les précipitations varient notablement selon le lieu.
Les paramètres climatiques qui ont permis d’établir la typologie de 2010 comportent six variables pour les températures et huit pour les précipitations, dont les valeurs correspondent à la normale 1971-2000. Les sept principales variables caractérisant la commune sont présentées dans l'encadré ci-après.
| Paramètres climatiques communaux sur la période 1971-2000 - Moyenne annuelle de température : 8,2 °C - Nombre de jours avec une température inférieure à −5 °C : 8,4 j - Nombre de jours avec une température supérieure à 30 °C : 2,8 j - Amplitude thermique annuelle : 14,7 °C - Cumuls annuels de précipitation : 1 029 mm - Nombre de jours de précipitation en janvier : 10 j - Nombre de jours de précipitation en juillet : 8,8 j |

Avec le changement climatique, ces variables ont évolué. Une étude réalisée en 2014 par la Direction générale de l'Énergie et du Climat complétée par des études régionales prévoit en effet que la  température moyenne devrait croître et la pluviométrie moyenne baisser, avec toutefois de fortes variations régionales. Ces changements peuvent être constatés sur la station météorologique de Météo-France la plus proche, « Génos », sur la commune de Génos, mise en service en 1969 et qui se trouve à 4 km à vol d'oiseau,, où la température moyenne annuelle est de 7,8 °C et la hauteur de précipitations de 1 483,6 mm pour la période 1981-2010.
Sur la station météorologique historique la plus proche, « Tarbes-Lourdes-Pyrénées », sur la commune d'Ossun, mise en service en 1946 et à 52 km, la température moyenne annuelle évolue de 12,2 °C pour la période 1971-2000, à 12,6 °C pour 1981-2010, puis à 12,9 °C pour 1991-2020.

### Milieux naturels et biodiversité
L’inventaire des zones naturelles d'intérêt écologique, faunistique et floristique (ZNIEFF) a pour objectif de réaliser une couverture des zones les plus intéressantes sur le plan écologique, essentiellement dans la perspective d’améliorer la connaissance du patrimoine naturel national et de fournir aux différents décideurs un outil d’aide à la prise en compte de l’environnement dans l’aménagement du territoire.
Quatre ZNIEFF de type 1 sont recensées sur la commune :
- le « bassin versant du Haut-Louron » (6 872 ha), couvrant 8 communes dont deux dans la Haute-Garonne et six dans les Hautes-Pyrénées[20] ;
- la « Haute vallée d´Aure en rive droite, de Barroude au Col d'Azet » (16 972 ha), couvrant 10 communes du département[21] ;
- « la Neste, amont » (100 ha), couvrant 18 communes du département[22] ;
- le « massif entre les Nestes d'Aure et du Louron » (2 749 ha), couvrant 16 communes du département[23] ;

et deux ZNIEFF de type 2, : 
- la « Haute vallée d'Aure » (43 605 ha), couvrant 38 communes du département[24] ;
- la « vallée du Louron » (16 472 ha), couvrant 30 communes dont six dans la Haute-Garonne et 24 dans les Hautes-Pyrénées[25].

## Urbanisme

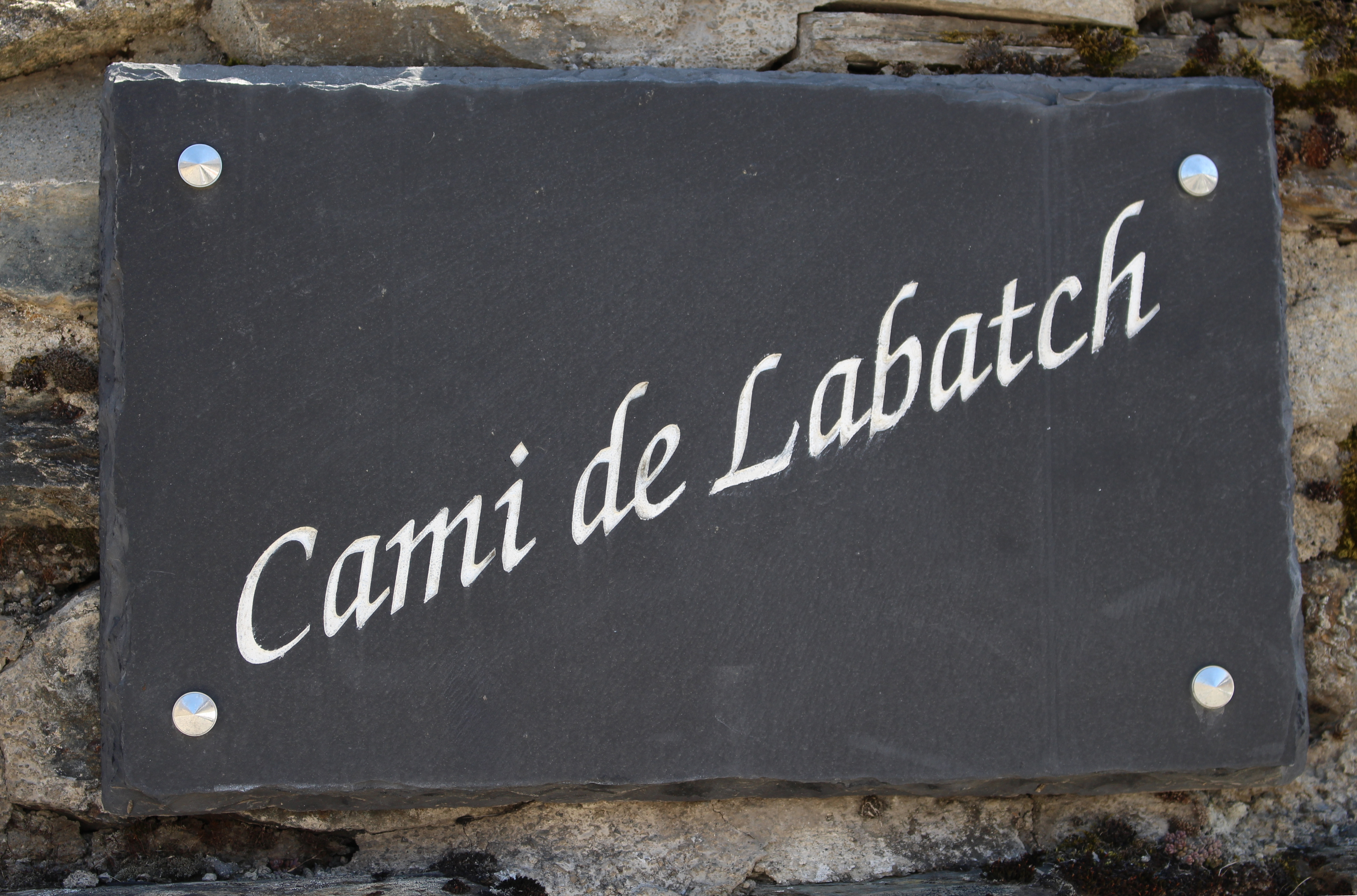
Rue du lavoir.

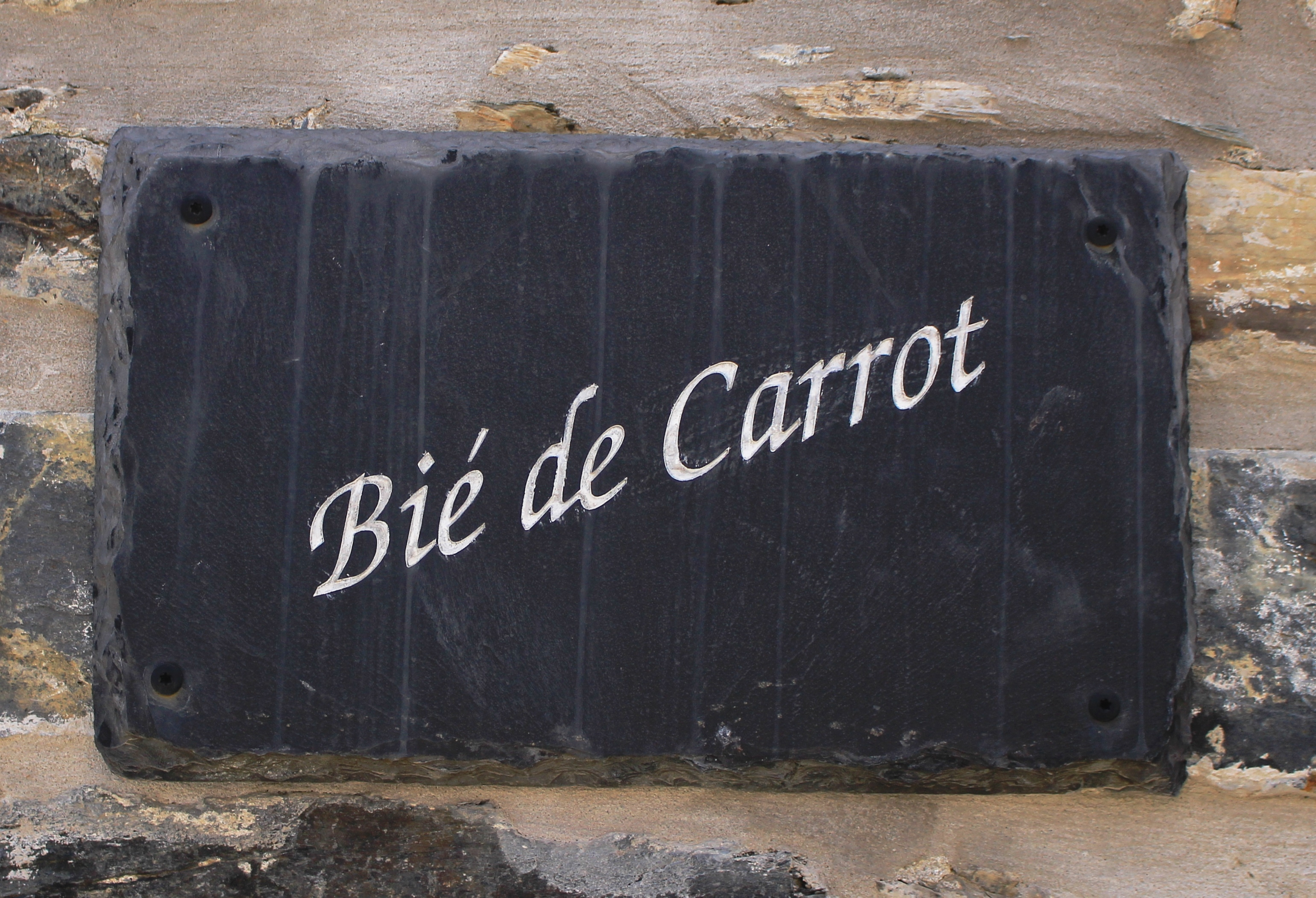

### Typologie
Au 1er janvier 2024, Azet est catégorisée commune rurale à habitat très dispersé, selon la nouvelle grille communale de densité à sept niveaux définie par l'Insee en 2022.
Elle est située hors unité urbaine et hors attraction des villes,.

### Occupation des sols
L'occupation des sols de la commune, telle qu'elle ressort de la base de données européenne d’occupation biophysique des sols Corine Land Cover (CLC), est marquée par l'importance des forêts et milieux semi-naturels (89,1 % en 2018), une proportion identique à celle de 1990 (89,1 %). La répartition détaillée en 2018 est la suivante : 
milieux à végétation arbustive et/ou herbacée (48,6 %), espaces ouverts, sans ou avec peu de végétation (21,2 %), forêts (19,4 %), prairies (10,9 %).
L'IGN met par ailleurs à disposition un outil en ligne permettant de comparer l’évolution dans le temps de l’occupation des sols de la commune (ou de territoires à des échelles différentes). Plusieurs époques sont accessibles sous forme de cartes ou photos aériennes : la carte de Cassini (XVIIIe siècle), la carte d'état-major (1820-1866) et la période actuelle (1950 à aujourd'hui).

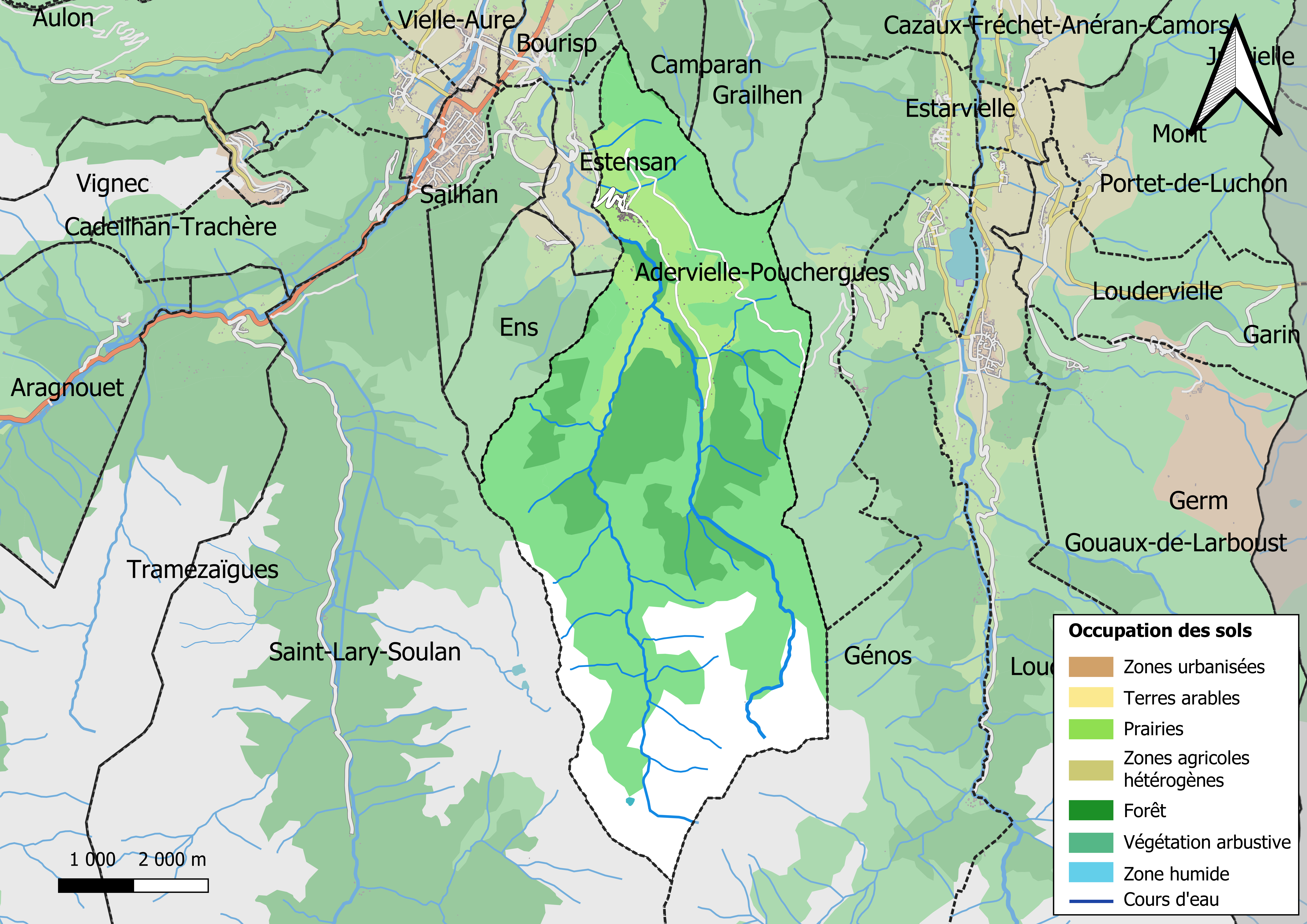
Carte des infrastructures et de l'occupation des sols en 2018 (CLC) de la commune.
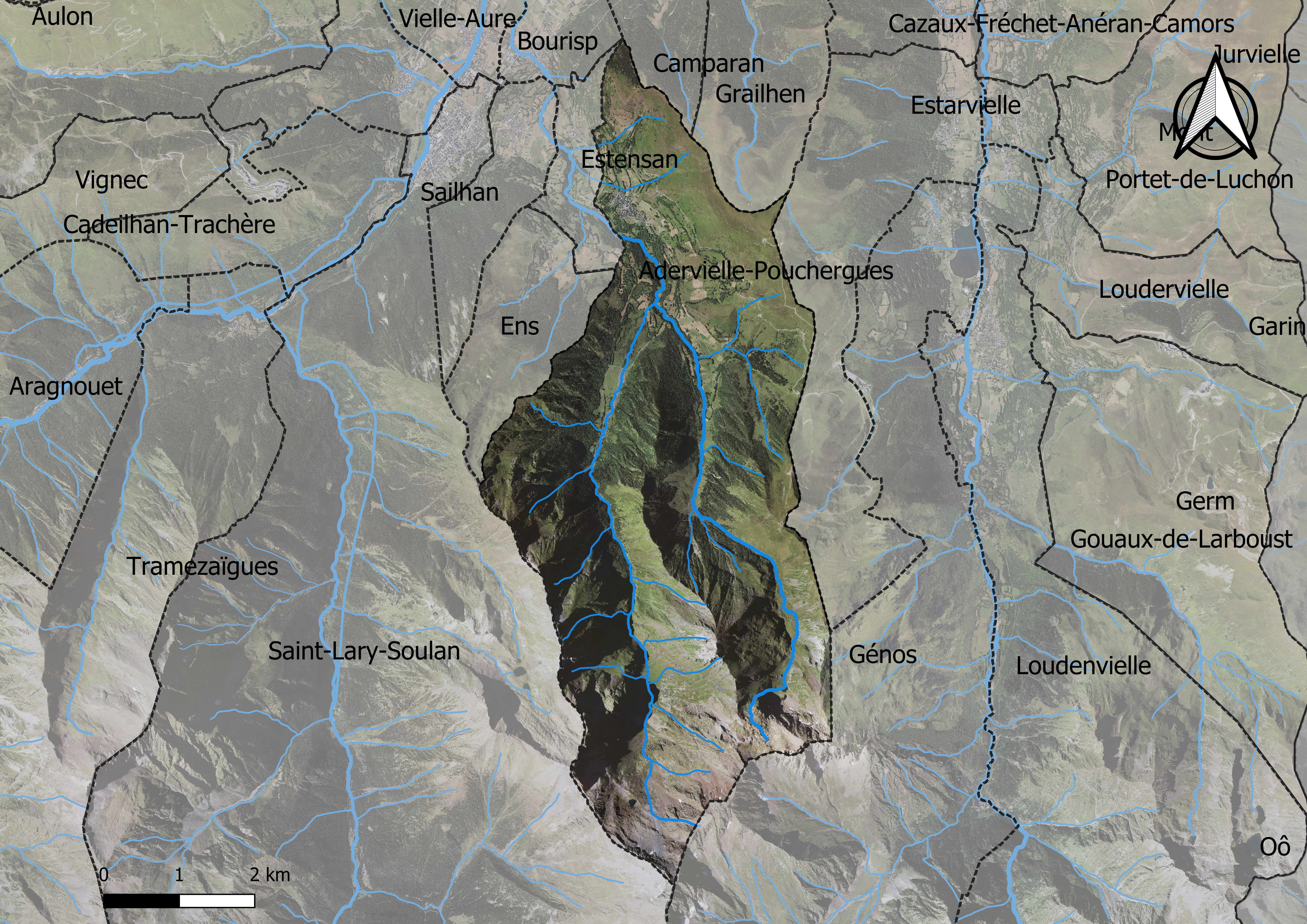
Carte orthophotogrammétrique de la commune.

### Logement
En 2012, le nombre total de logements dans la commune est de 163.

Parmi ces logements, 36,3 % sont des résidences principales, 61,3 % des résidences secondaires et 2,5 % des logements vacants.

### Voies de communication et transports
Cette commune est desservie par la route départementale D 225 qui monte au col d'Azet.

### Risques majeurs
Le territoire de la commune d'Azet est vulnérable à différents aléas naturels : météorologiques (tempête, orage, neige, grand froid, canicule ou sécheresse), inondations, feux de forêts, mouvements de terrains, avalanche  et séisme (sismicité moyenne). Il est également exposé à un risque particulier : le risque de radon. Un site publié par le BRGM permet d'évaluer simplement et rapidement les risques d'un bien localisé soit par son adresse soit par le numéro de sa parcelle.

#### Risques naturels
Certaines parties du territoire communal sont susceptibles d’être affectées par le risque d’inondation par débordement de cours d'eau, notamment la Mousquère. La cartographie des zones inondables en ex-Midi-Pyrénées réalisée dans le cadre du XIe Contrat de plan État-région, visant à informer les citoyens et les décideurs sur le risque d’inondation, est accessible sur le site de la DREAL Occitanie. La commune a été reconnue en état de catastrophe naturelle au titre des dommages causés par les inondations et coulées de boue survenues en 1982, 1999, 2001, 2009 et 2013,.
Azet est exposée au risque de feu de forêt. Un plan départemental de protection des forêts contre les incendies a été approuvé par arrêté préfectoral le 21 avril 2020 pour la période 2020-2029. Le précédent couvrait la période 2007-2017. L’emploi du feu est régi par deux types de réglementations. D’abord le code forestier et l’arrêté préfectoral du 27 octobre 2014, qui réglementent l’emploi du feu à moins de 200 m des espaces naturels combustibles sur l’ensemble du département. Ensuite celle établie dans le cadre de la lutte contre la pollution de l’air, qui interdit le brûlage des déchets verts des particuliers. L’écobuage est quant à lui réglementé dans le cadre de commissions locales d’écobuage (CLE).

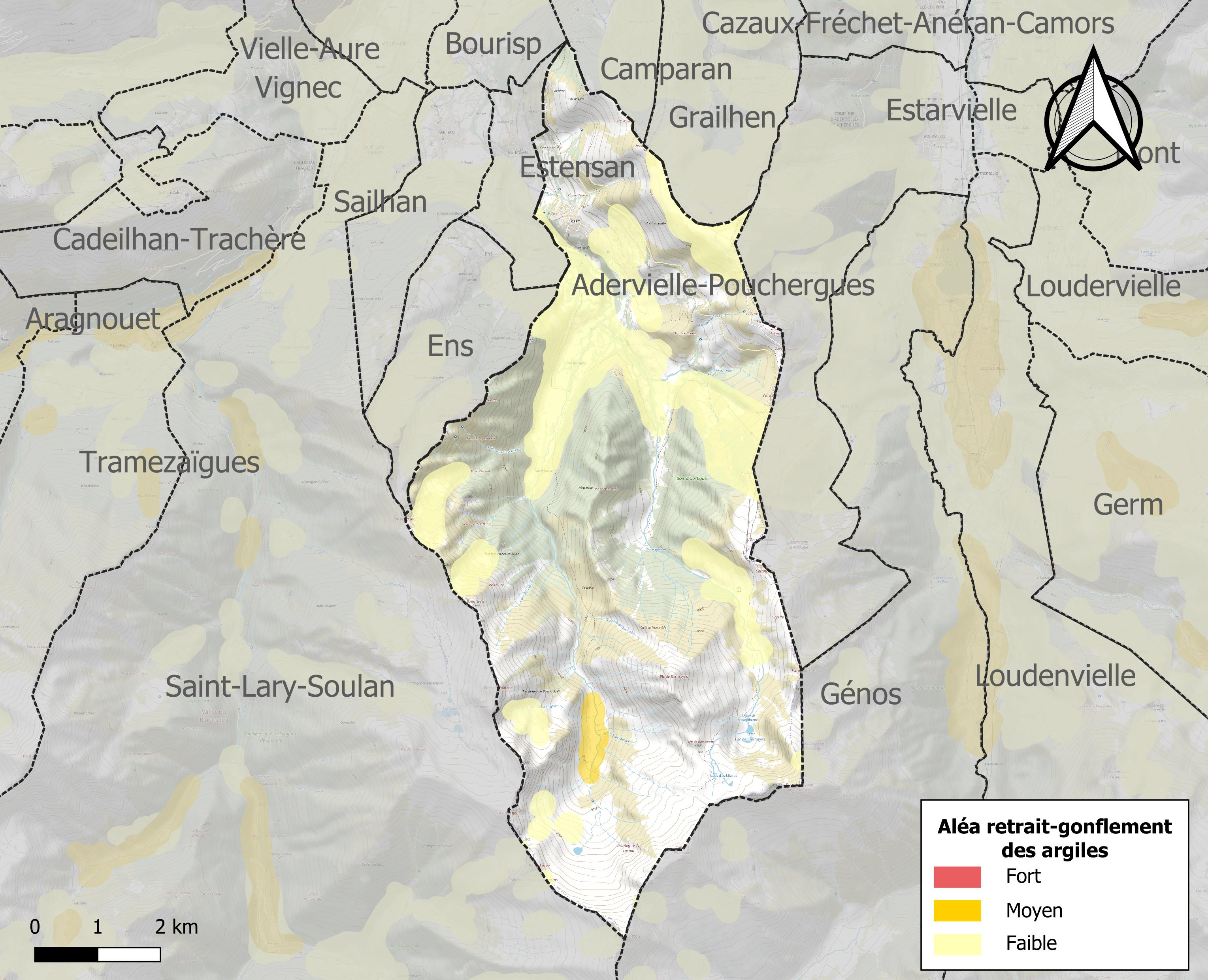
Carte des zones d'aléa retrait-gonflement des sols argileux d'Azet.

Les mouvements de terrains susceptibles de se produire sur la commune sont des mouvements de sols liés à la présence d'argile et des tassements différentiels.
Le retrait-gonflement des sols argileux est susceptible d'engendrer des dommages importants aux bâtiments en cas d’alternance de périodes de sécheresse et de pluie. 1 % de la superficie communale est en aléa moyen ou fort (44,5 % au niveau départemental et 48,5 % au niveau national). Sur les 140 bâtiments dénombrés sur la commune en 2019, 0 sont en aléa moyen ou fort, soit 0 %, à comparer aux 75 % au niveau départemental et 54 % au niveau national. Une cartographie de l'exposition du territoire national au retrait gonflement des sols argileux est disponible sur le site du BRGM,.
Par ailleurs, afin de mieux appréhender le risque d’affaissement de terrain, l'inventaire national des cavités souterraines permet de localiser celles situées sur la commune.
Concernant les mouvements de terrains, la commune a été reconnue en état de catastrophe naturelle au titre des dommages causés par des mouvements de terrain en 1999 et 2013.
La commune est exposée aux risques d'avalanche. Les habitants exposés à ce risque doivent se renseigner, en mairie, de l’existence d’un plan de prévention des risques avalanches (PPRA). Le cas échéant, identifier les mesures applicables à l'habitation, identifier, au sein de l'habitation, la pièce avec la façade la moins exposée à l’aléa pouvant faire office, au besoin, de zone de confinement et équiper cette pièce avec un kit de situation d’urgence,.

#### Risque particulier
Dans plusieurs parties du territoire national, le radon, accumulé dans certains logements ou autres locaux, peut constituer une source significative d’exposition de la population aux rayonnements ionisants. Certaines communes du département sont concernées par le risque radon à un niveau plus ou moins élevé. Selon la classification de 2018, la commune d'Azet est classée en zone 3, à savoir zone à potentiel radon significatif.

## Toponymie

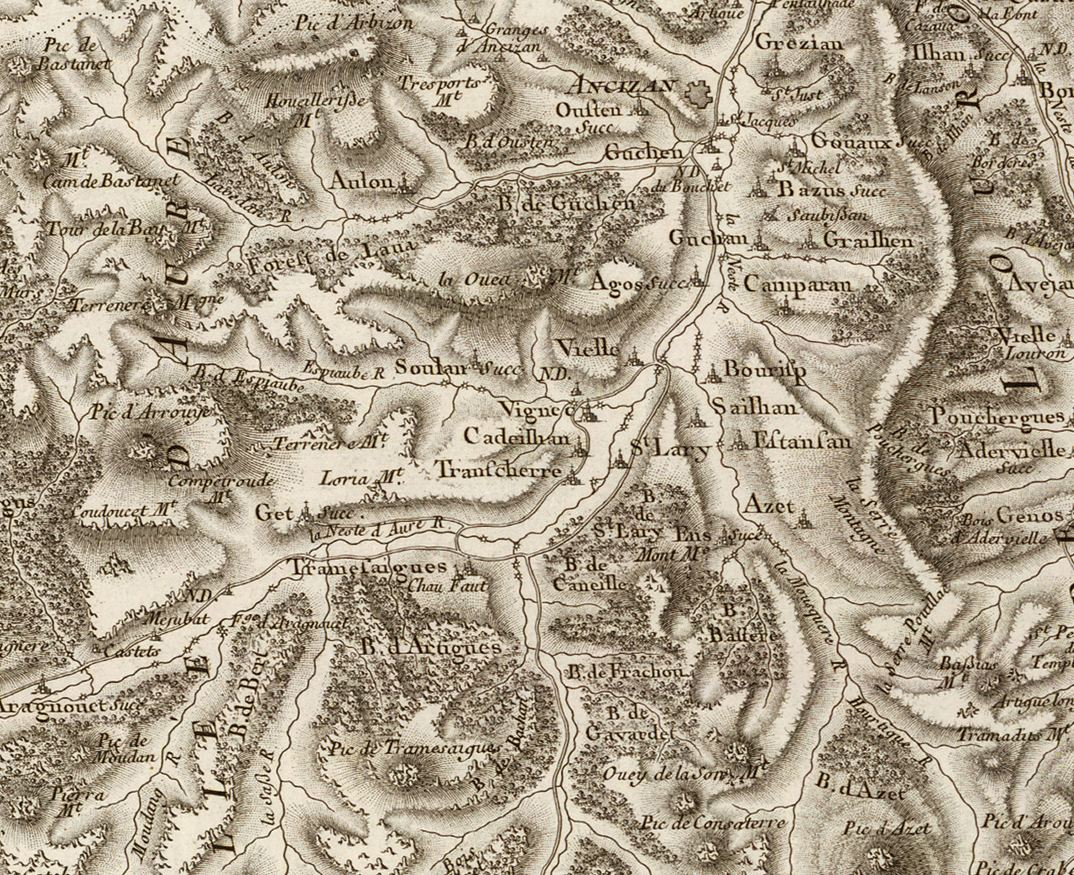
Extrait de la carte de Cassini (entre 1756 et 1789) situant Azet à l'est de Saint-Lary

On trouvera les principales informations dans le Dictionnaire toponymique des communes des Hautes-Pyrénées de Michel Grosclaude et Jean-François Le Nail qui rapporte les dénominations historiques du village :
Dénominations historiques :
- Bernat Wlm. d-Azet, Bernard W. de Aset, (v. 1180, cartulaire de Bigorre) ;
- Odo d’Aset, (1190, actes Bonnefont) ;
- De Aseto, latin (1387, pouillé du Comminges).

Étymologie : l'étymologie probable du nom est Adet, adou, ados, âne, asou, Azet. C'est-à-dire le lieu où l'on pouvait arriver autrefois qu'à dos d'âne et dont le terrain ne s'exploite qu'à dos d'âne ou de chevaux.
Nom occitan : Àdet. Le nom occitan (gascon) se prononce en mettant l'accent tonique sur la première syllabe « a ».

## Histoire

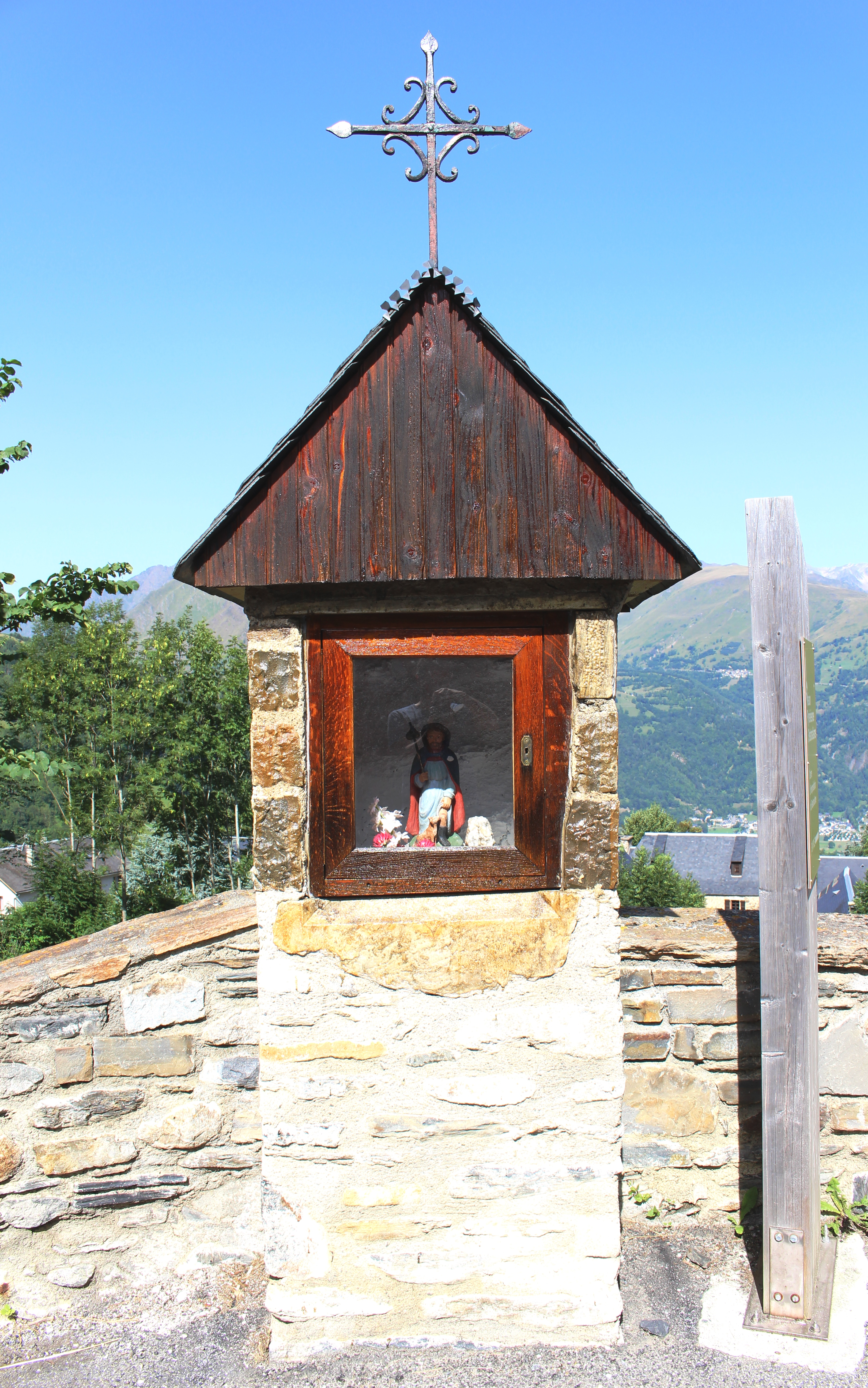
L’ oratoire.

### Époque contemporaine
Passage du Tour de France le 14 juillet 2021.

### Cadastre napoléonien d'Azet
Le plan cadastral napoléonien d'Azet est consultable sur le site des archives départementales des Hautes-Pyrénées.

## Politique et administration

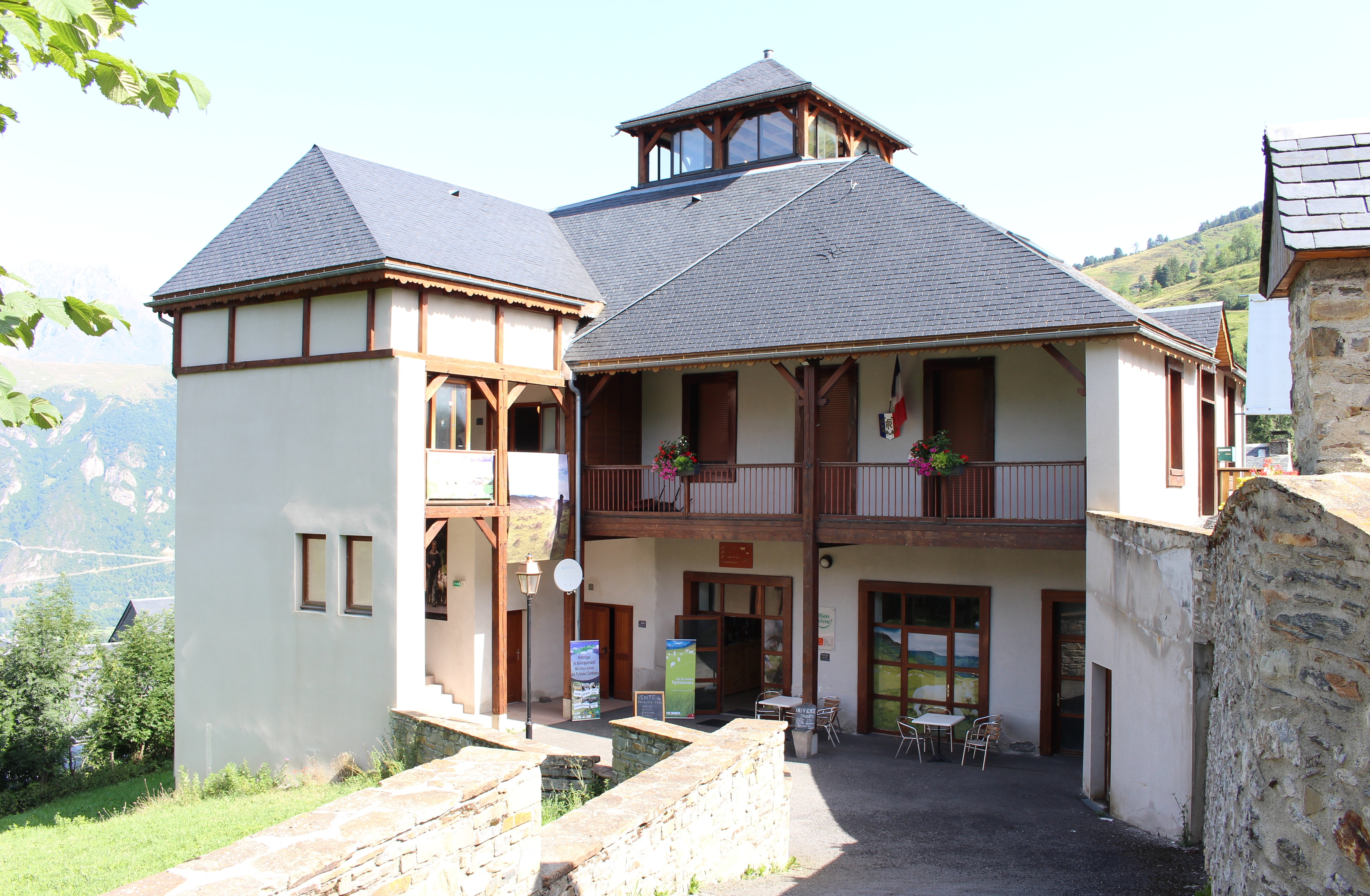
La mairie en 2015.

### Liste des maires
| Période                                  | Période   | Identité           | Étiquette | Qualité |
| ---------------------------------------- | --------- | ------------------ | --------- | ------- |
| Les données manquantes sont à compléter. |           |                    |           |         |
|                                          |           |                    |           |         |
| mars 2001                                | mars 2020 | Jean-Michel Carrot | PS        |         |
| mars 2020                                | en cours  | Maryse Puyau       |           |         |

### Rattachements administratifs et électoraux

#### Historique administratif
Sénéchaussée d'Auch, pays des Quatre-Vallées, vallée d'Aure, canton d'Arreau puis de Vielle-Aure (1790-2014).L'appellation aberrante d' Azet-Trachère, utilisée par la seule administration, est officiellement remplacée par celle d'Azet (1898).

#### Intercommunalité
Azet appartient à la communauté de communes Aure Louron créée au 1er janvier 2017 et qui réunit 47 communes.

## Population et société

### Démographie

#### Évolution démographique
| 1793 | 1800 | 1806 | 1821 | 1831 | 1836 | 1841 | 1846 | 1851 |
| ---- | ---- | ---- | ---- | ---- | ---- | ---- | ---- | ---- |
| 406  | 398  | 430  | 491  | 480  | 505  | 471  | 500  | 505  |

| 1856 | 1861 | 1866 | 1872 | 1876 | 1881 | 1886 | 1891 | 1896 |
| ---- | ---- | ---- | ---- | ---- | ---- | ---- | ---- | ---- |
| 465  | 476  | 437  | 438  | 413  | 412  | 386  | 411  | 402  |

| 1901 | 1906 | 1911 | 1921 | 1926 | 1931 | 1936 | 1946 | 1954 |
| ---- | ---- | ---- | ---- | ---- | ---- | ---- | ---- | ---- |
| 401  | 416  | 415  | 275  | 260  | 243  | 228  | 198  | 190  |

| 1962 | 1968 | 1975 | 1982 | 1990 | 1999 | 2006 | 2008 | 2013 |
| ---- | ---- | ---- | ---- | ---- | ---- | ---- | ---- | ---- |
| 185  | 174  | 163  | 146  | 135  | 146  | 159  | 163  | 152  |

| 2018 | 2022 | - | - | - | - | - | - | - |
| ---- | ---- | - | - | - | - | - | - | - |
| 143  | 146  | - | - | - | - | - | - | - |

### Enseignement
La commune dépend de l'académie de Toulouse. Elle ne dispose plus d'école en 2016.

## Économie

### Emploi
|                | 2008  | 2013  | 2018  |
| -------------- | ----- | ----- | ----- |
| Commune        | 1 %   | 4,4 % | 3,5 % |
| Département    | 7,7 % | 9,4 % | 9,8 % |
| France entière | 8,3 % | 10 %  | 10 %  |

En 2018, la population âgée de 15 à 64 ans s'élève à 86 personnes, parmi lesquelles on compte 82,6 % d'actifs (79,1 % ayant un emploi et 3,5 % de chômeurs) et 17,4 % d'inactifs,. Depuis 2008, le taux de chômage communal (au sens du recensement) des 15-64 ans est inférieur à celui de la France et du département.
La commune est hors attraction des villes,. Elle compte 23 emplois en 2018, contre 18 en 2013 et 22 en 2008. Le nombre d'actifs ayant un emploi résidant dans la commune est de 68, soit un indicateur de concentration d'emploi de 33,8 % et un taux d'activité parmi les 15 ans ou plus de 58,7 %.
Sur ces 68 actifs de 15 ans ou plus ayant un emploi, 19 travaillent dans la commune, soit 28 % des habitants. Pour se rendre au travail, 88,2 % des habitants utilisent un véhicule personnel ou de fonction à quatre roues, 4,4 % s'y rendent en deux-roues, à vélo ou à pied et 7,4 % n'ont pas besoin de transport (travail au domicile).

## Culture locale et patrimoine

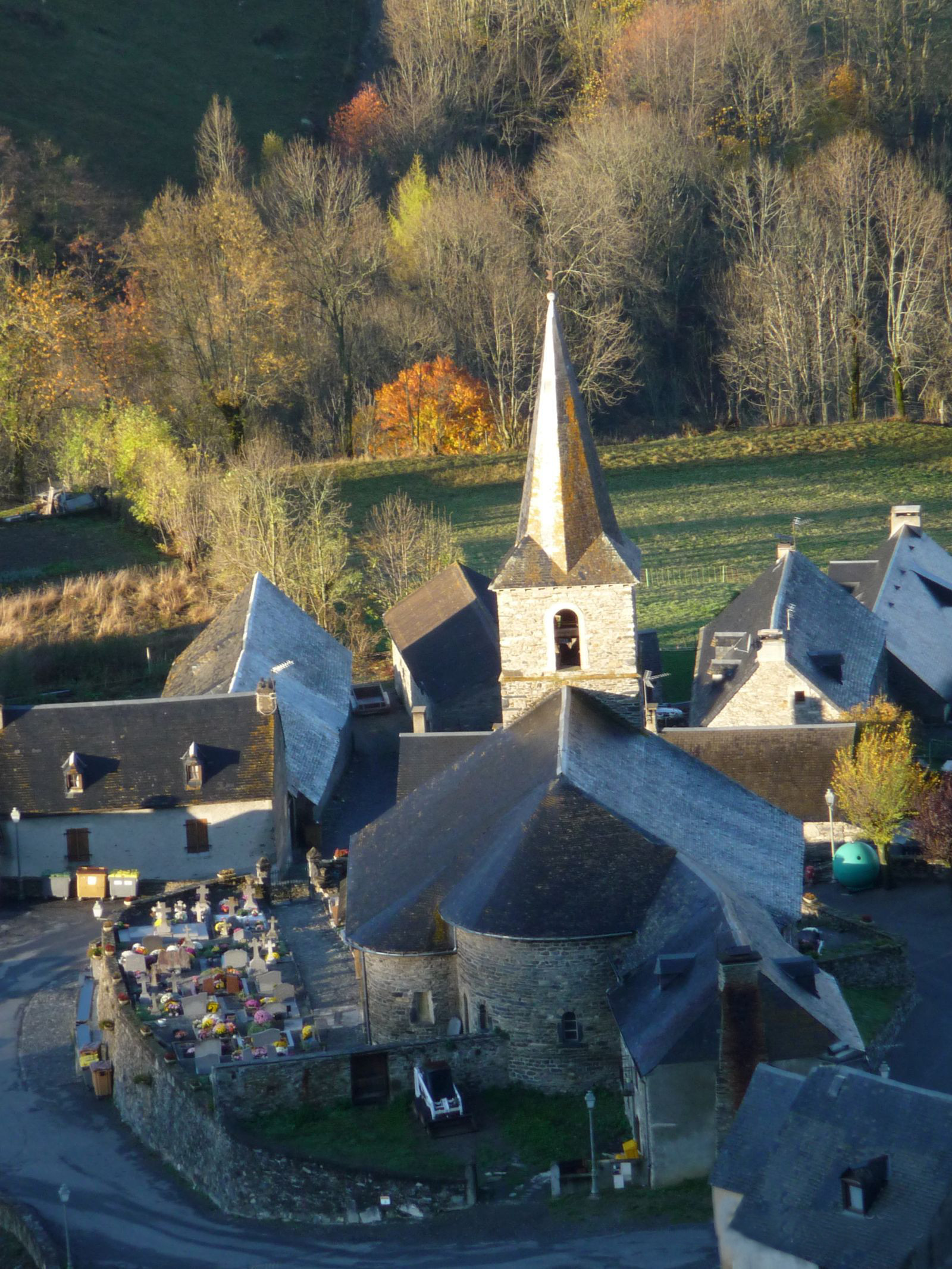
L'église Notre-Dame-de-l'Assomption.

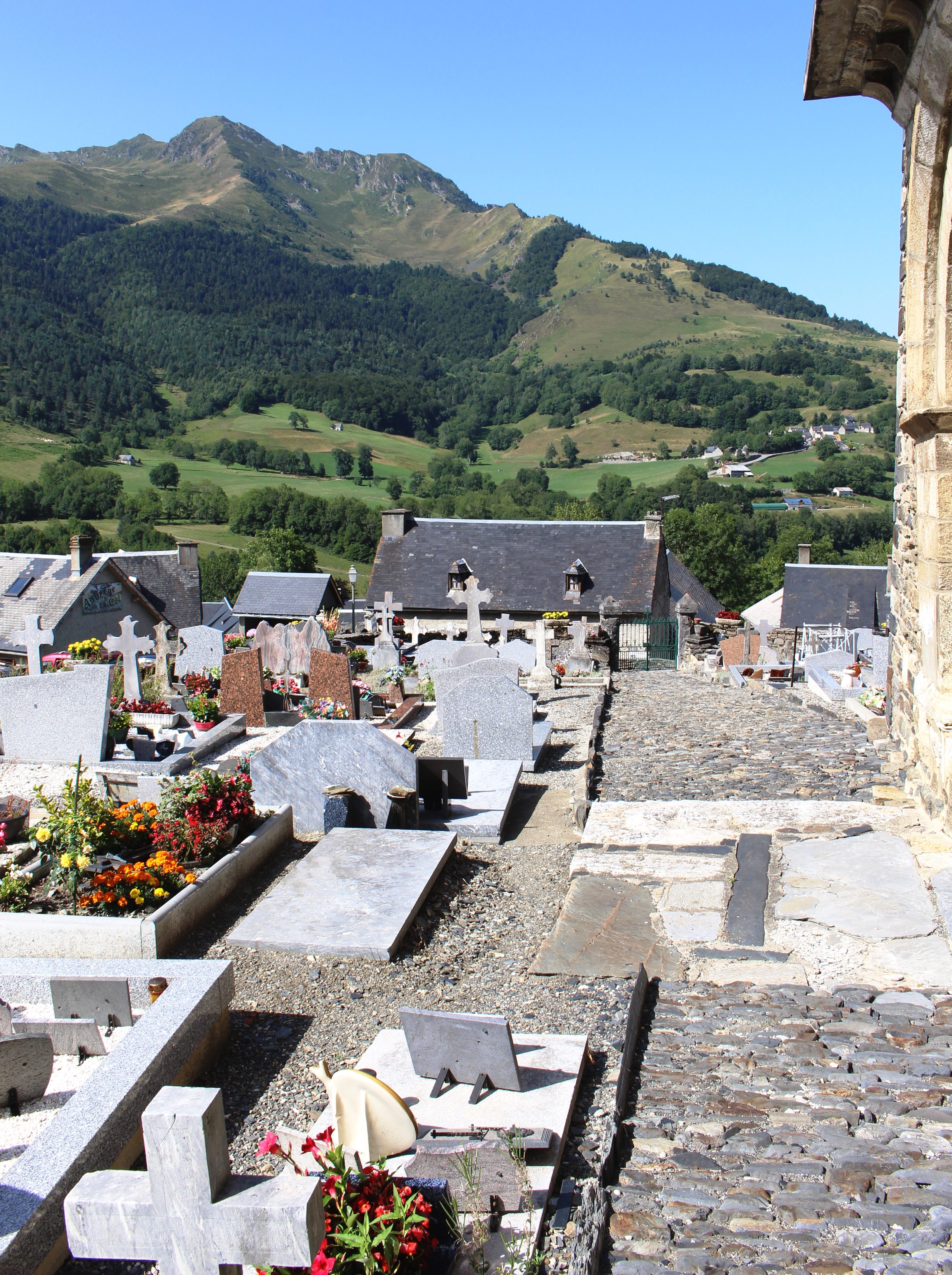
Le cimetière.

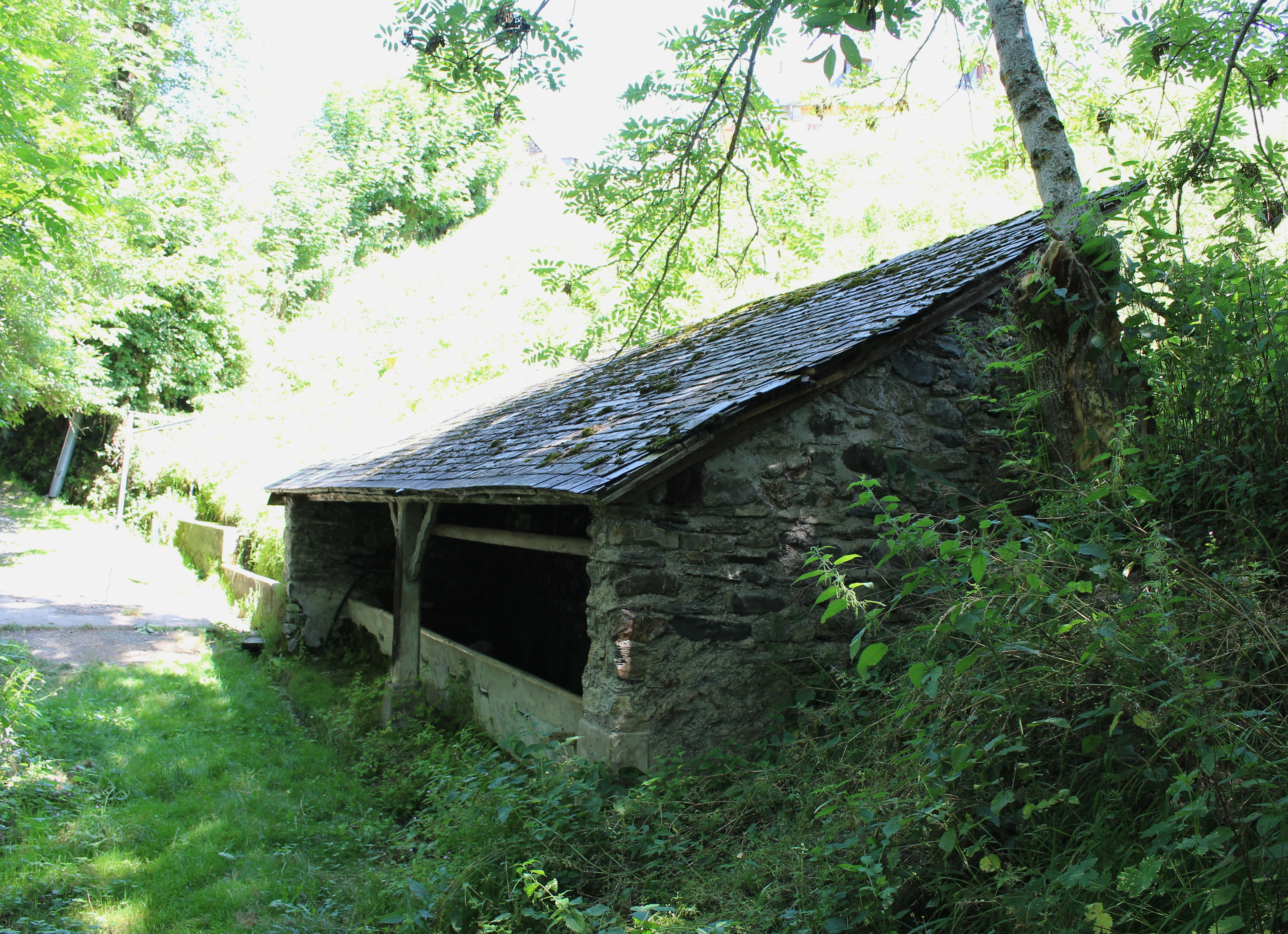
Le lavoir en 2016.

### Lieux et monuments

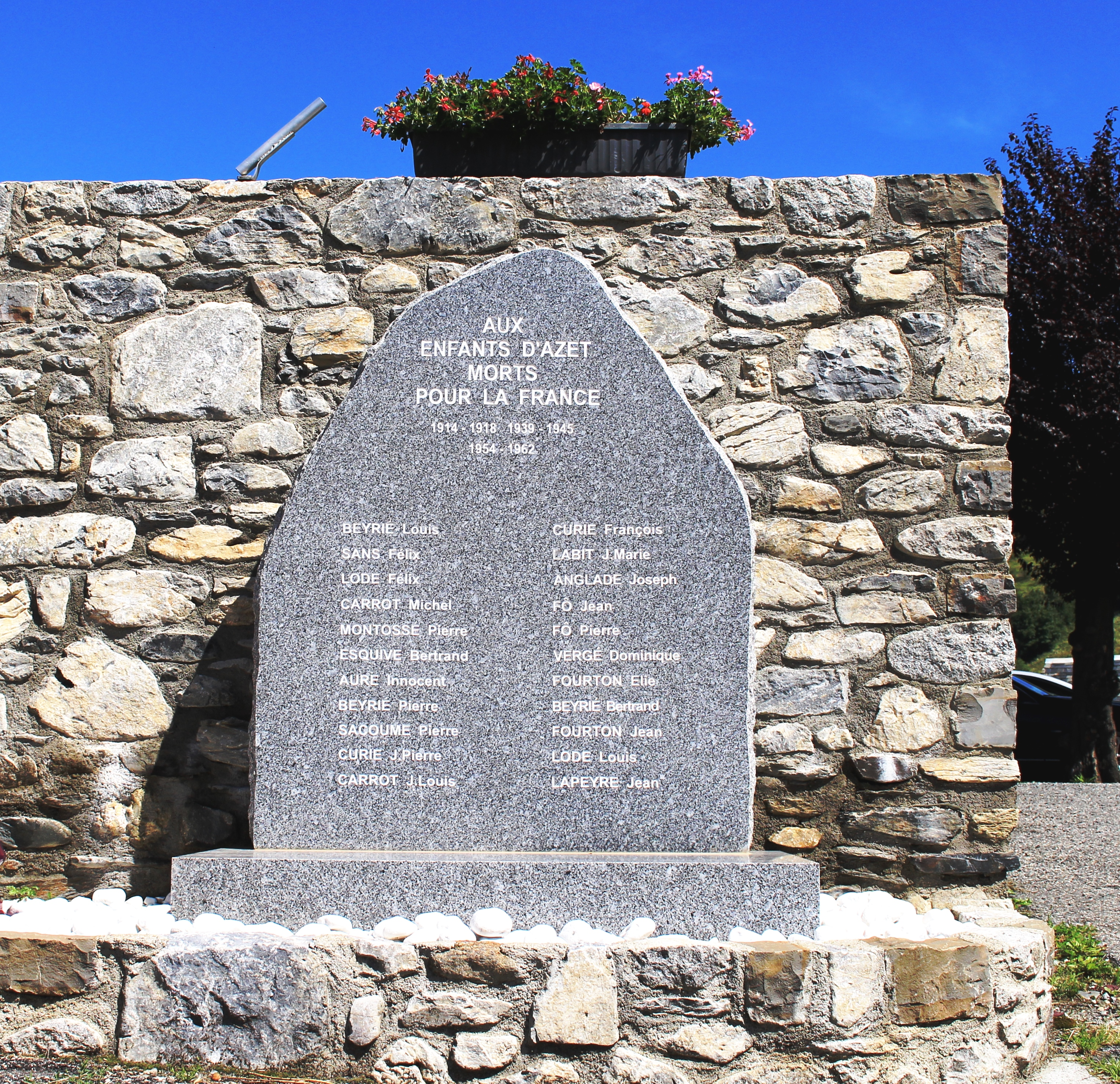
Le monument aux morts municipal.

- Église Notre-Dame-de-l'Assomption d'Azet de la fin du XIIe siècle. Récemment, des peintures murales de la seconde moitié du XVe siècle. L'église est inscrite au titre des monuments historiques par arrêté le 6 octobre 1995.

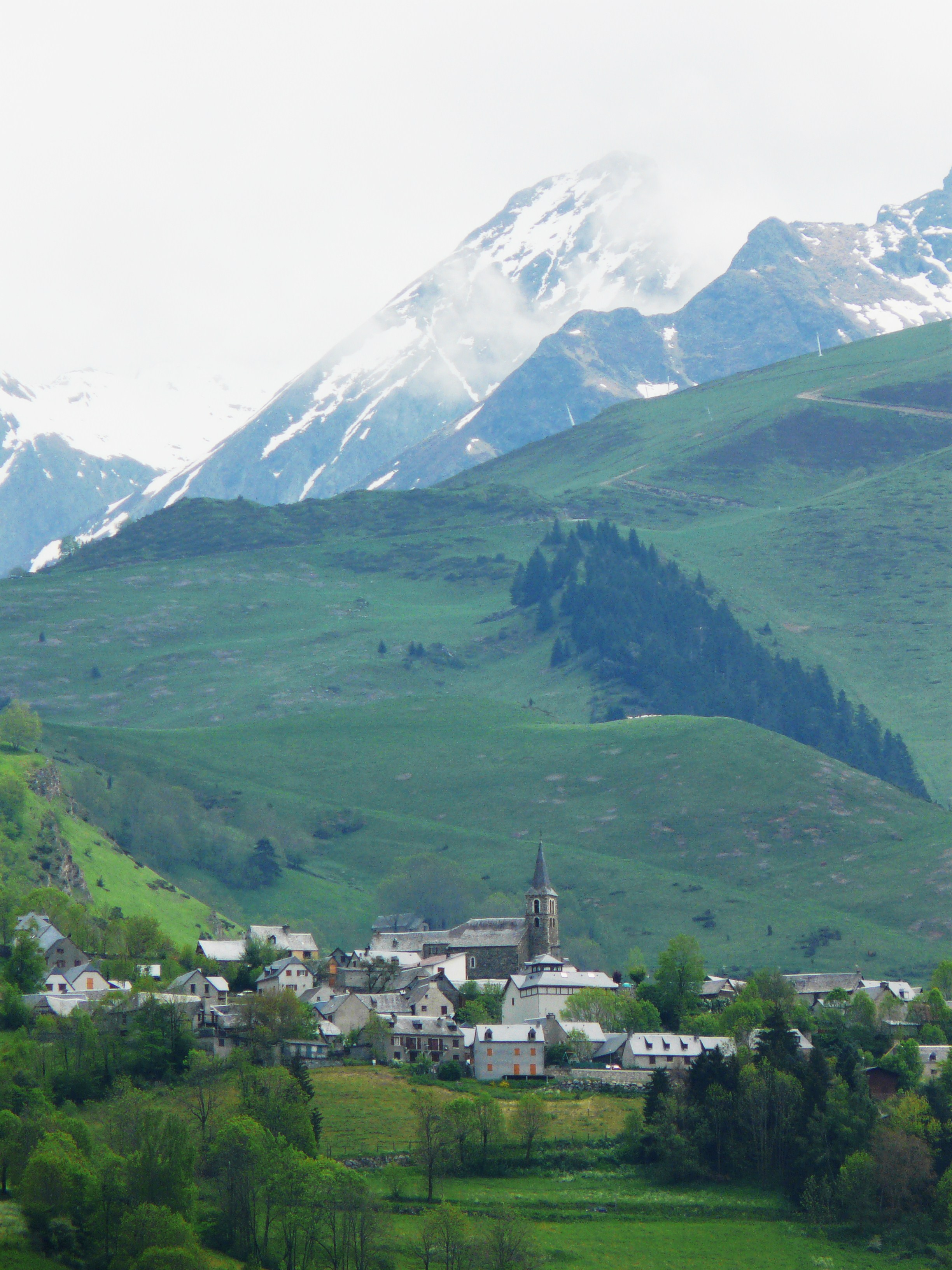
Le village d'Azet.

#### La Maison pyrénéenne du pastoralisme
Azet représente un village symbole de l'activité pastorale accueillant la Maison pyrénéenne du pastoralisme.
Né du dynamisme des élus locaux et des techniciens du Centre des ressources pastorales et de gestion de l'espace des Hautes-Pyrénées, le projet a pour vocation de présenter les enjeux économiques, environnementaux et sociaux du pastoralisme. Cette Maison pyrénéenne du pastoralisme, consacrée à l'activité pastorale, sensibilise les visiteurs aux enjeux que représente cette activité et se veut un outil de développement pour ses professionnels.
La Maison est un centre d'accueil touristique, pédagogique et de communication sur le pastoralisme et la montagne qui produit… un lieu de promotion sur ce que la montagne donne à ceux qui n'y sont pas, espace consacré aux métiers liés au pastoralisme à l'échelle de l'espace pyrénéen.
Pierre angulaire de l'établissement, un musée retrace l'histoire et l'évolution du pastoralisme en France et dans le monde. Deux points Internet, un centre de documentation et des salles de réunion et de vidéoprojection complètent ce dispositif, qui est également ouvert à la coopération transfrontalière par le biais de projets communs, notamment avec le Mali, l'Espagne et le Portugal.

#### Lavoir
Lavoir, cami de Labatch

### Personnalités liées à la commune
- Famille de Lassus

### Héraldique
| Blason | Blasonnement : D'or au sapin au naturel sur une terrasse de sinople, accosté de deux ânes arrêtés affrontés de sable, et surmonté d'une croisette de gueules. Commentaires : Blason vérifié auprès de la mairie. |